# Amor a la mexicana
Az Amor a la mexicana (jelentése spanyolul: ’Szerelem mexikói módra’) Thalía mexikói énekesnő 1997-ben megjelent latin popalbuma. Magyarországon 1999-ben adták ki Marimar alcímmel, mivel az éppen akkor vetített Marimar című filmsorozat főcímdalát is tartalmazta bonus trackként. Az album producere az előző, nemzetközileg is sikert aratott En éxtasishoz hasonlóan a kubai zenész, Emilio Estefan. Az Amor a la mexicana műfaját tekintve viszonylag homogén; vérpezsdítő latin dallamokat tartalmaz, amellyel az énekesnő lerótta tartozását mexikói és latin rajongóinak.
Az album 2. helyezést ért el a Billboard Latin Pop Albums slágerlistáján, és a 6. lett a Top Latin Albums listán. Az Amor a la mexicana volt egyúttal Thalía legnépszerűbb albuma világszerte és Magyarországon is. Hazánkban 17 héten keresztül szerepelt a hivatalos MAHASZ Top 40 lemezeladási listán, ahol 4. csúcspozíciót ért el. Az Egyesült Államokban dupla platinalemez lett.
| (spanyolul) «Amor a la mexicana fué creado con el cariño más puro y el amor más grande de todos nosotros para nuestro amado público, para que lo gocen al 100%. Gracias por ese apoyo y ese amor tan bello y grande, los amo y amaré toda mi vida» | (magyarul)„Az Amor a la mexicanát a legőszintébb és legnagyobb szeretettel készítettük szeretett közönségünknek, hogy 100%-os örömötöket leljétek benne. Köszönöm a támogatást, és az oly szép és nagy szeretetet, szeretlek és szeretni foglak benneteket egész életemben.” |
| – Thalía | |

## Az album dalai

### Nemzetközi kiadás
1. Por amor – „Szerelemből” (Kike Santander) 3:53
2. Noches sin luna – „Éjjelek hold nélkül” (Kike Santander / José Miguel Velásquez) 3:58
3. Mujer latina – „Latin nő” (Kike Santander) 3:36
4. Amor a la mexicana – „Szerelem mexikói módra” (Mario Pupparo) 4:23
5. Rosas – „Rózsák” (Héctor Martínez / Mario Pupparo) 4:36
6. Echa pa’lante – „Vess előre” (Emilio Estefan, Jr. / Roberto Blades / Pablo Flores / Javier Garza) 3:51
7. Ponle remedio – „Orvosold a helyzetet” (Roberto Blades) 4:07
8. Es tu amor – „Ilyen a te szerelmed” (Kike Santander) 4:35
9. De dónde soy – „Honnan vagyok” (Carla Aponte / César Lemos) 3:55
10. Dicen por ahí  – „Azt mondják felétek” (Áureo Baqueiro) 3:58

### Bónuszdalok
| #           | Mexikóban                                                                       | Brazíliában                                                  | Magyarországon |
| ----------- | ------------------------------------------------------------------------------- | ------------------------------------------------------------ | -------------- |
| 11. 12. 13. | Amor a la mexicana remix – 3:50 Por amor remix – 4:38 Mujer latina remix – 3:52 | Menino lindo – 4:10 Noites sem lua – 3:58 De onde sou – 3:55 | Marimar – 3:21 |

### Videóklipek
Az alábbi kislemezekhez készült videóklip:
- Amor a la mexicana (1997) – az eredeti és a remix-változathoz is készítettek klipet, a kettő teljesen eltérő.
- Por amor (1998) – az eredeti és a remix-változathoz is készült videóklip, amelyek lényegében nem különböznek egymástól.
- Mujer latina (1998) – két videóklip is készült hozzá, a második csak Európában volt elérhető.

## Kritika
Az Amor a la mexicana az En éxtasisnál sokkal érettebb kiadvány, amelyben a legjobb dalokat szintén a két latin slágergyáros, Kike Santander és Emilio Estefan írta, akiknek a Piel morena átütő sikere is nagyban köszönhető. Így az eredmény már előreláthatóan is kitűnő. A legtöbb dal itt is ugyanazon latin ritmuselemekre épül, mint az óriási sikerű Piel morena – egy kis salsa, egy kis cumbia, banda, ballada és így tovább. Az Amor a la mexicana azonban nemcsak egy egyszerű latin album, hanem egy jól megírt album ellenállhatatlan, találó mexikói szövegezéssel, fülbemászó, könnyen énekelhető számokkal. Szédületes tempó, nagyon kevés egyhangú pillanattal (ha létezik ilyen egyáltalán), tíz erős dallal. Összességében lehetne Thalía legjobb albuma. Meglehetősen homogén album: dalai hasonló hangzásúak, szabadok, természetesek (nem így a soron következő albumok, amelyeket egy meghatározott piacra szántak, vagyis az eladhatóság, nem  pedig az igényesség volt a fő szempont). Az Amor a la mexicana ezáltal egy időtlen, örökzöld album, amely önmagát adja.